# آلوارو خوزه خیمنز گررو
آلوارو خوزه خیمنز گررو (اسپانیایی: Álvaro José Jiménez Guerrero‎؛ زادهٔ ۱۹ مهٔ ۱۹۹۵) بازیکن فوتبال اهل اسپانیا است که در پست وینگر برای ایراکلیس بازی می‌کند.
از باشگاه‌هایی که او در آن بازی کرده، می‌توان به رئال مادرید کاستیا و کوردوبا اشاره نمود.